# Horst Creutz
Horst Creutz (19 de Maio de 1915, Berlim - 15 de Dezembro de 1944, Atlântico Norte) foi um comandante de U-Boot que serviu na Kriegsmarine durante a Segunda Guerra Mundial. Foi o único comandante do submarino U-400  .

## Carreira

### Patentes
| Data            | Patente              |
| --------------- | -------------------- |
| 5 abril 1935    | Offiziersanwärter    |
| 1 julho 1936    | Fähnrich zur See     |
| 1 janeiro 1938  | Oberfähnrich zur See |
| 1 abril 1938    | Leutnant zur See     |
| 1 outubro 1939  | Oberleutnant zur See |
| 1 dezembro 1942 | Kapitänleutnant      |

### Condecorações
| Data          | Condecoração            |
| ------------- | ----------------------- |
| 1940          | Cruz de Ferro 2º Classe |
| 15 julho 1941 | Flotten-Kriegsabzeichen |
| 1942          | Cruz de Ferro 1º Classe |